# Zollkriminalamt (Litauen)
Das Zollkriminalamt (lit. Muitinės kriminalinė tarnyba) ist eine spezielle Behörde im Fachbereich (Zollwesen) des Finanzministeriums Litauens. Es ist die Zentralstelle des litauischen Zollfahndungsdienstes (bestehend aus den 11 zentralen Struktureinheiten und drei Regionalämtern).
Dienstsitz ist Vilnius. Die Behörde ist im Stadtteil Šnipiškės untergebracht.
Das Amt wurde zum 1. Januar 2002 vom Zolldepartement (Muitinės departamentas) am Finanzministerium der Republik Litauen nach der Reorganisation von Muitinės departamento Pažeidimų prevencijos ir tyrimų tarnyba errichtet.

## Leitung
- Direktor: Mantas Kaušilas (* 1973)[1]